# 吉氏地圖龜
吉氏地圖龜（英語：Pascagoula map turtle，學名：Graptemys gibbonsi）是地圖龜屬下的一種龜，只生活在美國。

## 分佈
吉氏地圖龜生活在美國的帕斯卡古拉河，原先該種還包括生活在珍珠河的眼斑地圖龜，但是2010年該種被單獨劃出。現吉氏地圖龜的分佈與黃斑地圖龜重疊。

## 語源學
其種加詞 gibbonsi是爲了紀念美國爬蟲學家J·惠特菲爾德·吉本斯。